# Palacete do Visconde de Santo Ambrósio
O Palacete do Visconde de Santo Ambrósio é um palacete oitocentista, de planta pentagonal cujo alçado principal coincide com o seu lado menor e se articula com pátio, com limites murados, coincidentes com o prolongamento dos alçados laterais, situado na antiga freguesia de Santa Isabel, actual freguesia de Campo de Ourique, em Lisboa.
Foi residência do Visconde de Santo Ambrósio, Francisco António de Oliveira Namorado, médico do Rei D. Luís, cuja denominação do título está relacionada com o facto de residir na Rua de Santo Ambrósio, actual Rua D. Dinis, precisamente neste palacete.